# Xã Rockland, Michigan
Xã Rockland (tiếng Anh: Rockland Township) là một xã thuộc quận Ontonagon, tiểu bang Michigan, Hoa Kỳ. Năm 2010, dân số của xã này là 228 người.